# Emil von Ernst
Emil von Ernst (* 1817 in Potsdam, Provinz Brandenburg; † 1905 in Düsseldorf) war ein deutscher Landschaftsmaler.

## Leben
Von Ernst lebte in Düsseldorf und stellte seine Landschaften – Motive aus den Alpen, vom Rhein und der Mosel – zwischen 1860 und 1882 häufiger aus, etwa 1870 auf der Ausstellung der Berliner Akademie und 1873 in Breslau.